# Charles Beaumont
Pour les articles homonymes, voir Charles de Beaumont et Beaumont.
Charles Beaumont, nom de plume de Charles Leroy Nutt, né le 2 janvier 1929 à Chicago, Illinois et décédé le 21 février 1967 à Woodland Hills, Californie, est un auteur et scénariste américain de science-fiction, de récits fantastiques et policiers.

## Biographie
Il abandonne ses études universitaires pour joindre les rangs de l'armée. Il exerce ensuite divers petits métiers, qui vont de disc jockey à plongeur, avant de publier, à partir de 1950, des nouvelles de science-fiction et de fantastique dans des pulps, dont Amazing Stories, puis dans des magazines plus prestigieux comme Playboy. À partir de 1954, il amorce en parallèle une fructueuse carrière de scénariste à la télévision, rédigeant des histoires originales ou adaptant, souvent ses propres textes, pour un grand nombre de séries télévisées américaines, notamment plusieurs épisodes de La Quatrième Dimension. Il a aussi fait quelques incursions au cinéma.
Il est mort à 38 ans de la maladie d'Alzheimer liée à un syndrome de Werner tout particulièrement grave qui le faisait paraître, à son décès, du double de son âge.

## Œuvre

### Romans
- Run from the Hunter (1957), signé Keith Grantland pour l'édition originale, puis Charles Beaumont dans les éditions suivantes. Publié en français sous la signature Keith Grantland sous le titre Plaque tournante, traduit par Maurice Flury, Paris, Presses de la Cité, coll. « Un mystère » no 439, 1959 (BNF 32189719)
- The Intruder (1959) Publié en français sous le titre Les Intrus, traduit par Jean-Jacques Villard, Paris, Seghers, 1960 (BNF 32916378) ; réédition sous le titre Un intrus, Paris, Belfond, 2018  (ISBN 978-2-7144-7622-7)

### Nouvelles

#### Recueils de nouvelles
- The Hunger and Other Stories ou Shadow Play (1957) (inclus : The Customers, Fair Lady, The Infernal Bouillabaisse, Miss Gentilbelle, Nursery Rhyme, Open House, Tears of the Madonna, The Train)
- Yonder (1958) (inclus : Anthem, Mother’s Day, A World of Differents) Publié en français sous le titre Là-bas et ailleurs, traduit par Yves Rivière, Paris, Denoël, coll. « Présence du futur » no 31, 1959 (BNF 31781699)
- Night Ride and Other Journeys (1960) (inclus : Buck Fever, The Magic Man, The Neighbors, Song For a Lady)
- The Howling Man (1987), anthologie posthume (inclus : Appointment with Eddie, The Carnival, The Crime of Willie Washington, The Man with the Crooked Nose, To Hell with Claude, cette dernière nouvelle en collaboration avec Chad Oliver)
- A Touch of Creature (2000), anthologie posthume de nouvelles inédites (inclus : Adam’s Off Ox, Fallen Star, A Friend of the Family, The Indian Piper, The Junemoon Spoon, Lachrymosa, A Long Way from Capri, Moon in Gemini, Mr. Underhill, The Pool, Resurrection Island, The Rival, Time and Again, With the Family)

#### Nouvelles isolées
- The Devil, You Say? (1951)
- The Beautiful People (1952)
- Fritzchen (1953)
- Place of Meeting (1953)
- Elegy (1953)
- The Last Caper (1954)
- Keeper of the Dream (1954)
- Mass for Mixed Voices (1954)
- Hair of the Dog (1954)
- The Quadriopticon (1954)
- Black Country (1954)
- The Jungle (1954)
- The Murderers (1955)
- The Hunger (1955)
- The Last Word (1955), en collaboration avec Chad Oliver
- Free Dirt (1955)
- The New Sound (1955)
- The Crooked Man (1955)
- The Vanishing American (1955)
- Last Rites (1955)
- A Point of Honor ou I’ll Do Anything (1955) Publié en français sous le titre Prêt à tout..., Paris, Opta, Alfred Hitchcock Magazine no 137, octobre 1972
- A Classic Affair (1955)
- Traumerei (1956)
- What Every Girl Should Know (1956)
- The Monster Show (1956)
- The Guests of Chance (1956), en collaboration avec Chad Oliver
- You Can’t Have Them All (1956)
- Last Night in the Rain ou Sin Tower (1956)
- The Dark Music (1956)
- The Face of the Killer (1956) Publié en français sous le titre Le Visage d'un tueur, Paris, Opta, Suspense no 23, février 1958
- Oh Father of Mine ou Father, Dear Father (1957)
- The Love-Master (1957)
- The Man Who Made Himself ou In His Image (1957)
- Night Ride (1957)
- A Death in the Country ou The Deadly Will Win (1957)
- The New People (1958)
- Perchance to Dream (1958) Publié en français sous le titre Mourir, rêver peut-être, dans l'anthologie Territoires de l'inquiétude, 1972
- The Music of the Yellow Brass (1959)
- The Trigger (1959)
- Sorcerer’s Moon (1959)
- The Howling Man (1959)
- Gentlemen, Be Seated (1960)
- Three Thirds of a Ghost ou The Baron’s Secret (1960)
- Blood Brother (1961)
- Mourning Song (1963)
- Something in the Earth (1963)
- Auto Suggestion (1965)
- Miss Gentibelle (1965) Publié en français sous le même titre, dans l'anthologie Territoires de l'inquiétude, 1972

#### Nouvelles isolées posthumes
- Insomnia Vobiscum (1982)
- My Grandmother’s Japonicas (1984)
- The Wages of Cynicism (1999)
- I, Claude, en collaboration avec Chad Oliver

#### Essai
- The Rest of Science Fiction, en collaboration avec Chad Oliver

### Filmographie

#### Au cinéma
- 1954 : Haine, Amour et Trahison de Mario Bonnard (dialogues de la version anglaise).
- 1958 : Queen of Outer Space de Edward Bernds
- 1961 : Ursula, court métrage de Lloyd Michael Williams
- 1962 : L'Enterré vivant de Roger Corman
- 1962 : Brûle, sorcière, brûle ! de Sidney Hayers
- 1962 : The Intruder de Roger Corman, avec William Shatner
- 1962 : Les Amours enchantées (The Wonderful World of the Brothers Grimm) de Henry Levin et George Pal
- 1963 : La Malédiction d'Arkham de Roger Corman
- 1964 : Le Cirque du docteur Lao de George Pal
- 1964 : Le Masque de la mort rouge de Roger Corman
- 1965 : Mister Moses de Ronald Neame, avec Robert Mitchum
- 1990 : Sanglante Paranoïa (Brain Dead) de Adam Simon

#### À la télévision
- 1954 : Masquerade, saison 2, épisode no 29 de la série télévisée Four Stars Playhouse
- 1957 : The Face of Killer, saison 6, épisode no 44 de la série télévisée Schlitz Playhouse of Stars
- 1958 : Operation B-52, saison 1, épisode no 9 de la série télévisée Steve Canyon
- 1959 : Afternoon of the Beast, saison 2, épisode no 8 de la série télévisée Goodyear Theatre
- 1959 : Angels of Vengeance, saison 1, épisode no 33 de la série télévisée Au nom de la loi, avec Steve Mc Queen
- 1959 : The Healing Woman, saison 2, épisode no 2 de la série télévisée Au nom de la loi
- 1959 : La Poursuite du rêve, saison 1, épisode no 9 de La Quatrième Dimension
- 1960 : Requiem, saison 1, épisode no 20 de La Quatrième Dimension
- 1960 : Longue vie, Walter Jameson, saison 1, épisode no 24 de La Quatrième Dimension
- 1960 : Enfer ou Paradis, saison 1, épisode no 28 de La Quatrième Dimension
- 1960 : L'Homme qui hurle, saison 2, épisode no 5 de La Quatrième Dimension
- 1961 : Parasites, saison 2, épisode no 20 de La Quatrième Dimension
- 1961 : Conversation avec l'au-delà, saison 2, épisode no 22 de La Quatrième Dimension
- 1961 : Peine capitale, saison 2, épisode no 26 de La Quatrième Dimension
- 1961 : La Jungle, saison 3, épisode no 12 de La Quatrième Dimension
- 1962 : Les Chaussures diaboliques, saison 3, épisode no 18 de La Quatrième Dimension
- 1962 : Le Fugitif, saison 3, épisode no 25 de La Quatrième Dimension
- 1962 : Personne inconnue, saison 3, épisode no 27 de La Quatrième Dimension
- 1963 : À son image, saison 4, épisode no 1 de La Quatrième Dimension
- 1963 : La Vallée de l'ombre, saison 4, épisode no 3 de La Quatrième Dimension
- 1963 : Miniature, saison 4, épisode no 8 de La Quatrième Dimension
- 1963 : Le Journal du Diable, saison 4, épisode no 9 de La Quatrième Dimension
- 1963 : La Nouvelle Exposition, saison 4, épisode no 13 de La Quatrième Dimension
- 1963 : Traversée à bord du Lady Anne, saison 4, épisode no 17 de La Quatrième Dimension
- 1963 : The Long Silence, épisode 25, saison 1, de la série télévisée Suspicion, d'après Jeux de mains de Hilda Lawrence.
- 1963 : La Poupée vivante, saison 5, épisode no 6 de La Quatrième Dimension
- 1964 : Portrait d'une jeune fille amoureuse, saison 5, épisode no 17 de La Quatrième Dimension
- 1964 : La Reine du Nil, saison 5, épisode no 23 de La Quatrième Dimension